# Wilczyn (Groot-Polen)
Wilczyn is een plaats in het Poolse district  Koniński, woiwodschap Groot-Polen. De plaats maakt deel uit van de gemeente Wilczyn en telt 1200 inwoners.

## Verkeer en vervoer
- Station Wilczyn